# سبايوير بلاستر
سبايوير بلاستر SpywareBlaster، هو برنامج لمايكروسوفت ويندوز مصمم لمنع تثبيت البرمجيات الخبيثة النشطة (ActiveX malware).

## المميزات
spywareBlaster يمنع تنصيب البرامج الأكثر نشاطا ً(ActiveX_based) مثل
برامج التجسس وأدوير وBrowser hijacers وdialers والبرامج الأخرى غير المرغوب فيها في جهاز الكمبيوتر الخاص بالمستخدم.
وتختلف هذه البرامج عن العديد من برامج مكافحة التجسس الأخرى،
والتي عادة ما تقدم للمستخدم إمكانية فحص الذاكرة والقرص الصلب لجهاز الكمبيوتر وإزالة البرامج غير المرغوب فيها بعد أن يتم تثبيتها.
وكذلك يتيح للمستخدم منع مخاطر الخصوصية مثل تتبع الكوكيز.
وهناك ميزة أخرى هي القدرة على تقييد تصرفات المواقع المعروفة لتوزيع أدوير وبرنامج تجسس.
كما إن spywareBlaster يدعم عدة متصفحات مثل إنترنت إكسبلورر ، نيتسكيب ، موزيلا ، وموزيلا فايرفوكس ، موزيلا سيمانكي ، Flockو جوجل كروم.